# Philodendron chrysocarpum
Philodendron chrysocarpum är en kallaväxtart som beskrevs av Thomas Bernard Croat och D.C.Bay. Philodendron chrysocarpum ingår i släktet Philodendron och familjen kallaväxter.
Artens utbredningsområde är Colombia. Inga underarter finns listade.